# Lassi Parkkinen
Lauri Rikhard (Lassi) Parkkinen (Varkaus, 8 mei 1917 - 3 oktober 1994) was een Fins schaatser.
Lassi Parkkinen deed voor de Tweede Wereldoorlog tweemaal mee aan de Wereldkampioenschappen allround en hij was op zes kampioenschappen na de oorlog present. Op het eerste WK na de oorlog in 1947 stond hij op het erepodium en wel op de hoogste tree, in Oslo werd hij wereldkampioen allround, en was daarmee de directe opvolger van zijn landgenoot Birger Wasenius die de titel in 1939 had veroverd. Hij was de vierde Finse wereldkampioen, Franz Wathén was in 1901 de eerste en Clas Thunberg de tweede, hij werd vijf keer wereldkampioen (1923, 1925, 1928, 1929, 1930). Op het WK van 1952 in Hamar stond hij voor de tweede keer op het erepodium op een WK, dit jaar werd hij tweede en eindigde de Fin achter de Noor Hjalmar Andersen.
Parkkinen nam twee keer deel aan de Olympische Winterspelen (in 1948 en 1952). Op de IJsbaan van Sankt Moritz won hij bij de Winterspelen van 1948 op de 10.000 meter de zilveren medaille. Hij nam drie keer deel aan de Europese kampioenschappen waar hij met de vierde plaats in 1952 zijn beste klassering boekte.

## Resultaten
| Jaar | EK Allround | WK Allround | Olympische Spelen                        |
| ---- | ----------- | ----------- | ---------------------------------------- |
| 1938 |             | 9e          |                                          |
| 1939 |             | NC18        |                                          |
| 1947 | 8e          | Goud        |                                          |
| 1948 |             | 10e         | 16e 500m · 4e 1500m · 9e 5000m · 10.000m |
| 1949 |             | NC21        |                                          |
| 1950 | 5e          | NC15        |                                          |
| 1951 |             |             |                                          |
| 1952 | 4e          | Zilver      | NF 500m 6e 1500m 8e 10.000m              |
| 1953 |             | 12e         |                                          |

NF = niet gefinisht

### Medaillespiegel
| Kampioenschap     | Goud · | Zilver · | Brons · |
| ----------------- | ------ | -------- | ------- |
| WK Allround       | 1      | 1        | 0       |
| Olympische Spelen | 0      | 1        | 0       |

## Persoonlijke records
| Afstand      | Tijd    | Datum            | Baan         |
| ------------ | ------- | ---------------- | ------------ |
| 500 meter    | 43,9    | 9 februari 1952  | Hamar        |
| 1000 meter   | 1.34,6  | ? maart 1947     | ?            |
| 1500 meter   | 2.19,6  | 2 februari 1948  | Sankt Moritz |
| 3000 meter   | 4.57,4  | 26 februari 1947 | Helsinki     |
| 5000 meter   | 8.25,1  | 1 maart 1952     | Hamar        |
| 10.000 meter | 17.25,7 | 10 februari 1946 | Oslo         |